# Martin-Luther-Kirche (Hamburg-Alsterdorf)

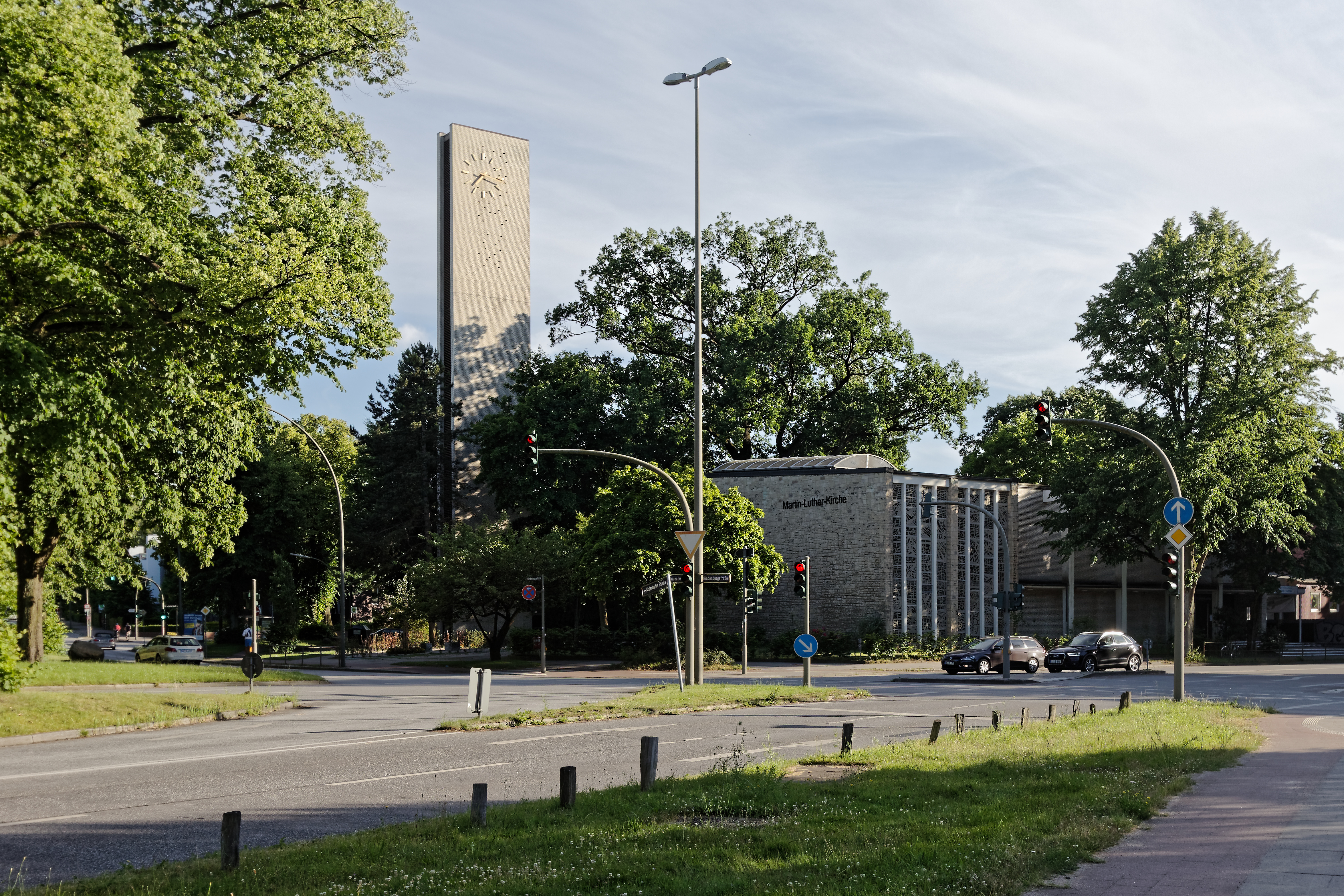
Ansicht von der Straßenkreuzung

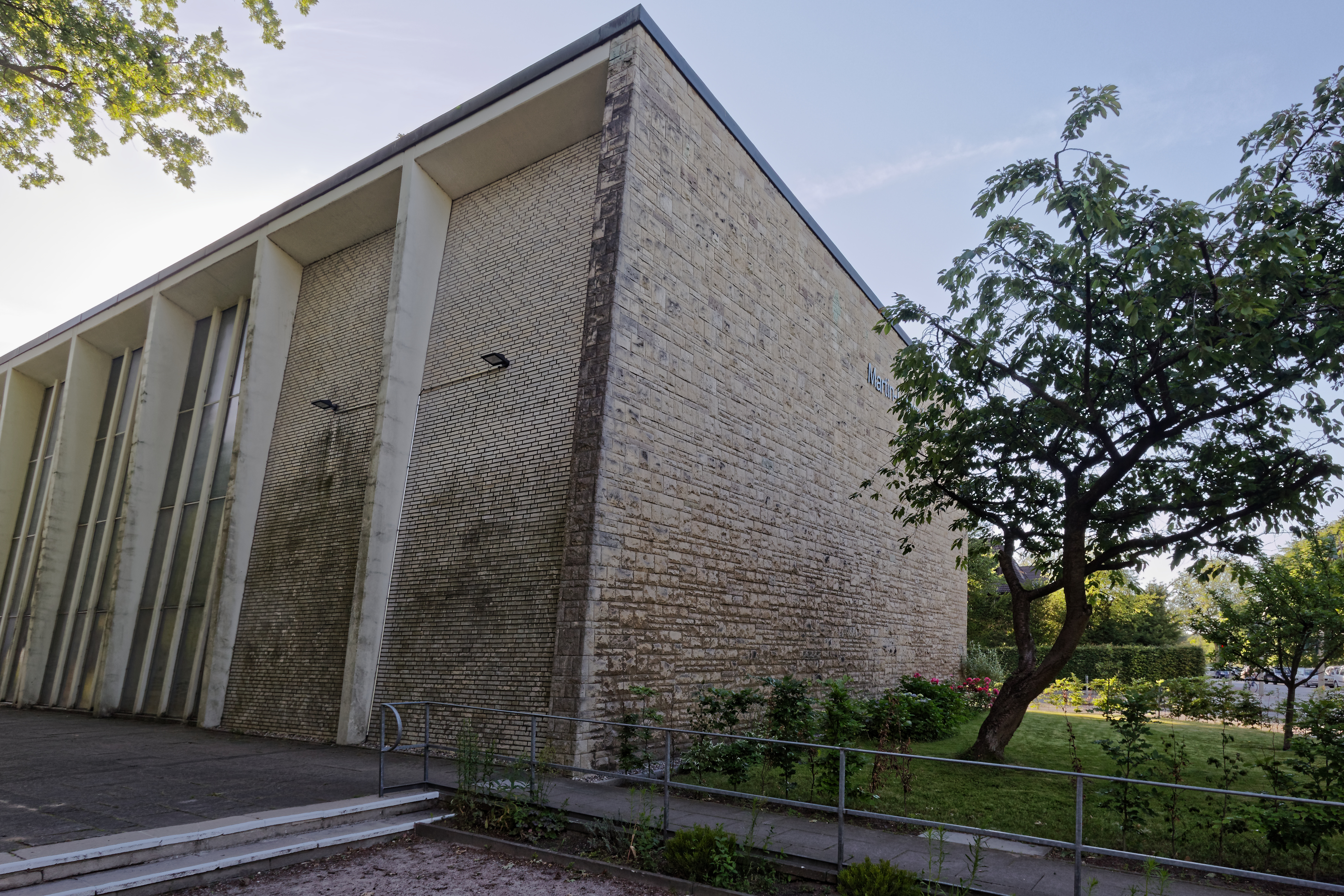
Kirchenschiff von Süden gesehen

Die evangelisch-lutherische Martin-Luther-Kirche in Hamburg-Alsterdorf liegt dort direkt an der Achse der Hindenburgstraße und an deren Kreuzung mit der Bebelallee / Alsterdorfer Straße. Durch die offene Fläche der Straßen ist die Kirche zwar gut sichtbar, aber auch durch die Nähe zur großen Kreuzung vom Verkehrslärm beeinträchtigt.

## Geschichte
Hamburg-Alsterdorf gehörte seit dem Mittelalter zum Eppendorfer Kirchspiel. Ab 1889 besuchten die Einwohner der umliegenden Dörfer die ursprünglich in die Alsterdorfer Anstalten integrierte Nikolauskirche. 1924 wurde die Nikolauskirche auch offiziell Pfarrkirche des Stadtteils Alsterdorf. 1961 wurde mit dem Bau der Martin-Luther-Kirche begonnen.

## Bau und Architektur
Die Kirche war von Anfang an als Gemeindezentrum, also als ein Komplex mehrerer Gebäude mit unterschiedlich nutzbaren Räumen, geplant. Dabei wurden Kirche und Gemeindesaal parallel zueinander und zur Bebelallee errichtet und mit einem gedeckten Gang verbunden, der durch Oberlichter beleuchtet wird. Der 34 m hohe freistehende Turm begrenzt den entstandenen Hof zur Hindenburgstraße. Dieser Hof ist heute zur Straße offen, im ursprünglichen Entwurf war hier eine begrünte Pergola vorgesehen, die aber nicht realisiert wurde.
Die Planung des Architekten Henry Schlote stammt aus dem Jahr 1959, umgesetzt wurde sie von 1961 bis 1963. Die Gestaltung der Außenfassade nutzt verschiedene Werkstoffe wie Beton, Ziegel und Verblendmauerwerk und ist einheitlich in hellen Ockerfarben gehalten. Die leicht schräg stehende Südwand und die asymmetrische Empore verleihen dem für 260 Personen ausgelegten Innenraum einen offenen Charakter.

## Ausstattung
Die Glasbetonfenster sind ein Werk Hanno Edelmanns, über dem Altar befindet sich ein Betonrelief Max Schegullas.

## Glocken
Die Kirche hat folgende vier Glocken vom Bochumer Verein:
| Nr. | Name     | Durchmesser (mm) | Masse (kg) | Schlagton | Inschrift                             |
| 1   | Exaudi   |                  |            | d′        | Komm, Gott Schöpfer, Heiliger Geist   |
| 2   | Rogate   |                  |            | f′        | Amen, das ist: es werde wahr          |
| 3   | Kantate  |                  |            | g′        | Nun freut Euch, lieben Christen gmein |
| 4   | Jubilate |                  |            | b′        | Ein feste Burg ist unser Gott         |

## Orgel
Die Orgel aus dem Jahr 1967 stammt aus der Werkstatt von Orgelbau Emil Hammer, ihre Disposition lautet:
| I Hauptwerk C– |              |       |
| 1.             | Quintadena   | 16′   |
| 2.             | Prinzipal    | 8′    |
| 3.             | Koppelflöte  | 8′    |
| 4.             | Oktave       | 4′    |
| 5.             | Nasat        | 2 ⁄3′ |
| 6.             | Waldflöte    | 2′    |
| 7.             | Mixtur IV-VI | 1 ⁄3′ |
| 8.             | Trompete     | 8′    |

| II Schwellwerk C– |               |        |
| 9.                | Gedackt       | 8′     |
| 10.               | Blockflöte    | 4′     |
| 11.               | Prinzipal     | 2′     |
| 12.               | Terz          | 1 3⁄5′ |
| 13.               | Quinte        | 1 ⁄3′  |
| 14.               | Cymbel II-III | 1⁄4′   |
| 15.               | Krummhorn     | 8′     |
|                   | Tremulant     |        |

| Pedal C– |           |       |
| 16.      | Subbass   | 16′   |
| 17.      | Prinzipal | 8′    |
| 18.      | Gedackt   | 8′    |
| 19.      | Oktave    | 4′    |
| 20.      | Mixtur V  | 2 ⁄3′ |
| 21.      | Posaune   | 16′   |
| 22.      | Trompete  | 8′    |
| 23.      | Klarine   | 4′    |

- Koppeln: Koppelmanual, I/P, II/P
- Zwei freie Kombinationen

## Fotografien und Karte
Koordinaten: 53° 36′ 35,1″ N, 10° 0′ 39″ O

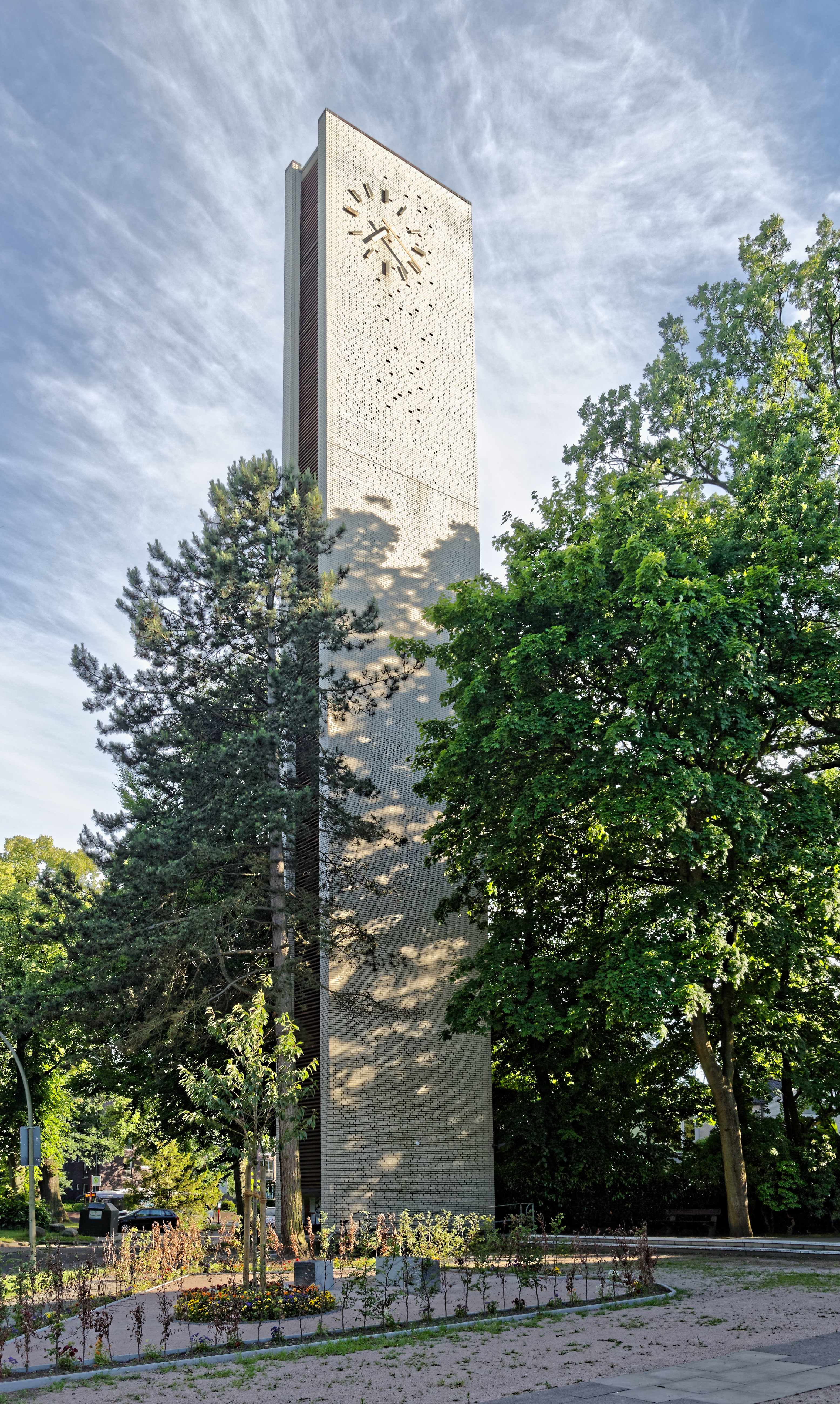
Freistehender Glockenturm
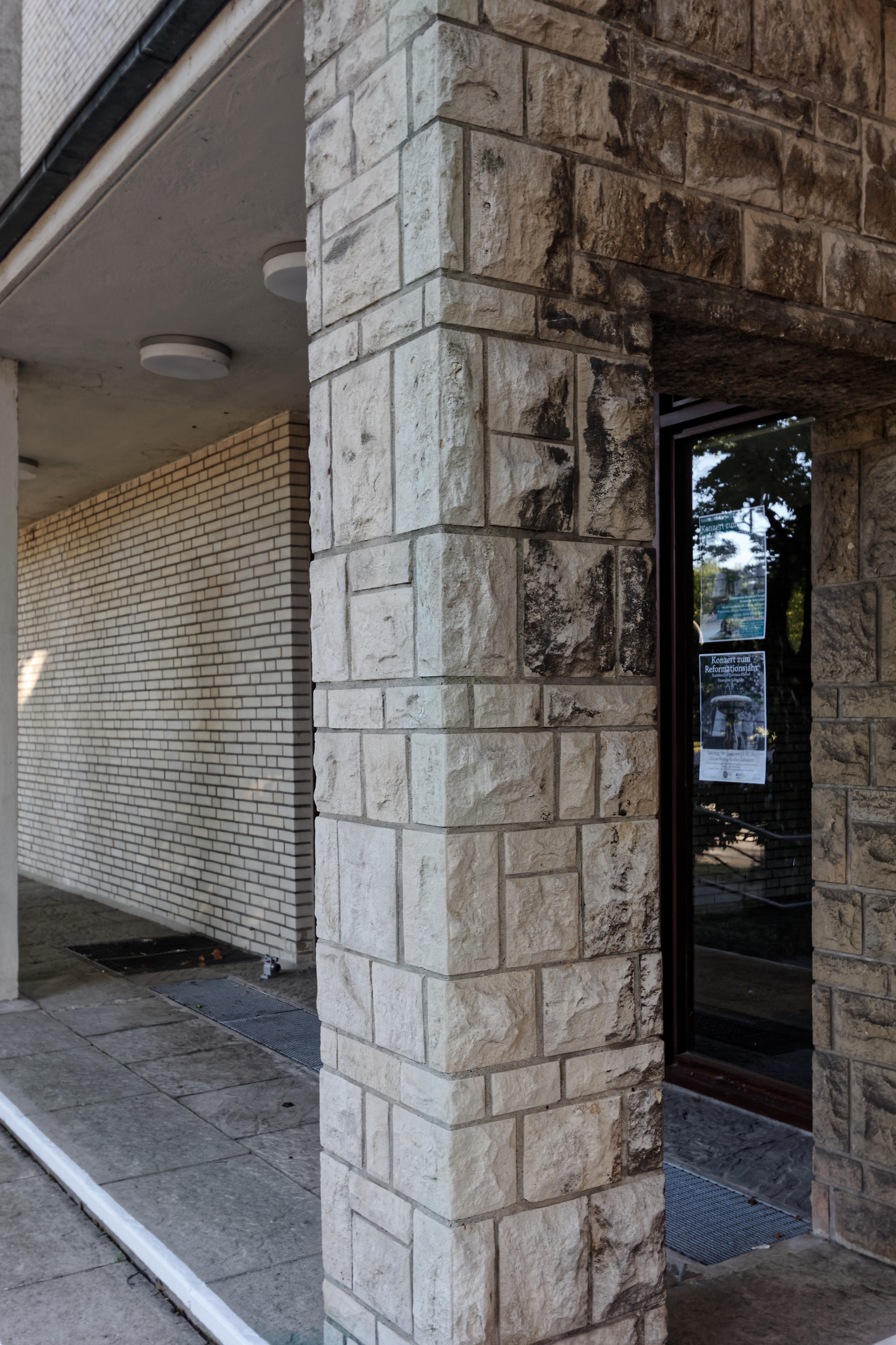
Details des Mauerwerks
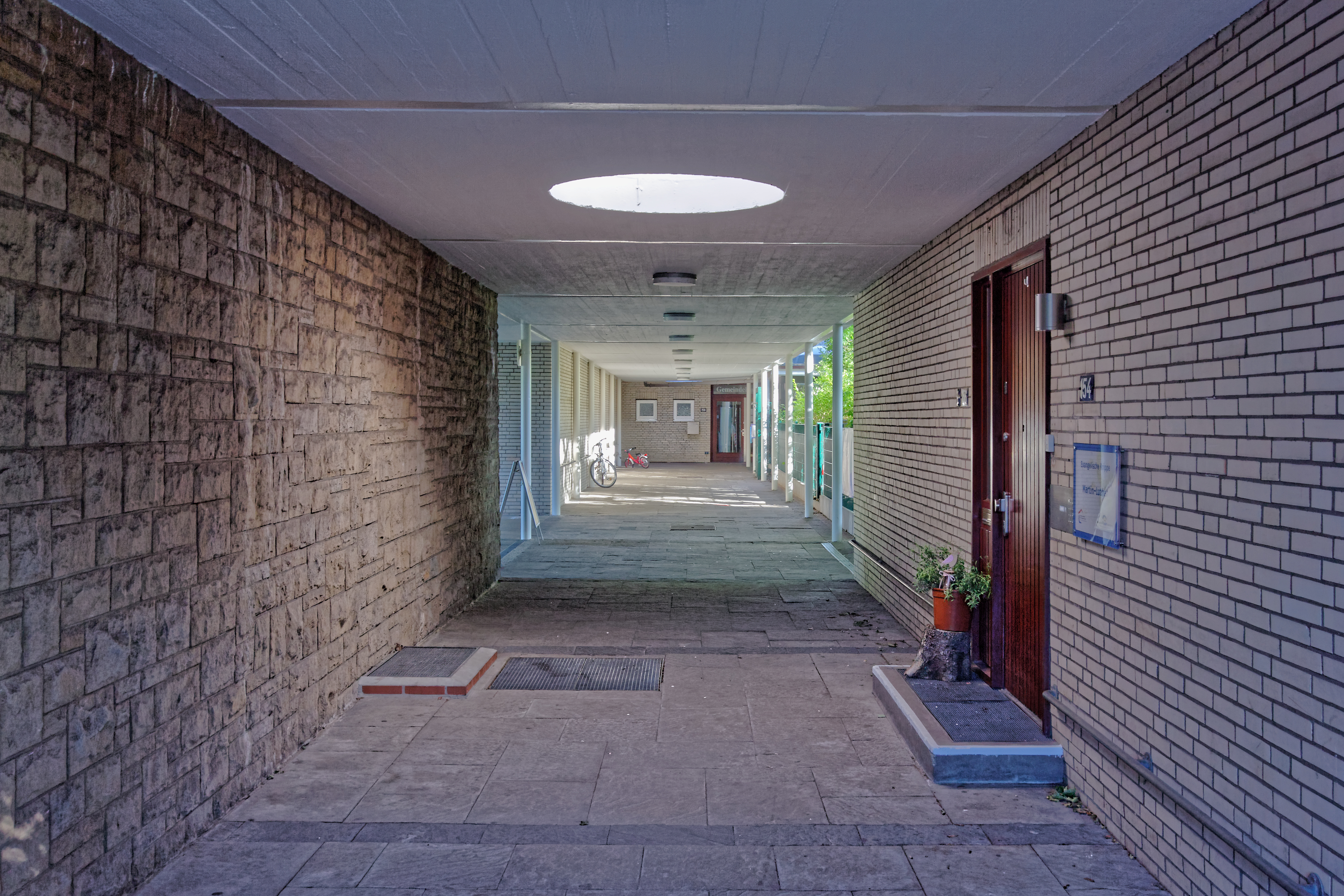
Verbindungsgang zwischen Kirche, Pastorat und Gemeindesaal
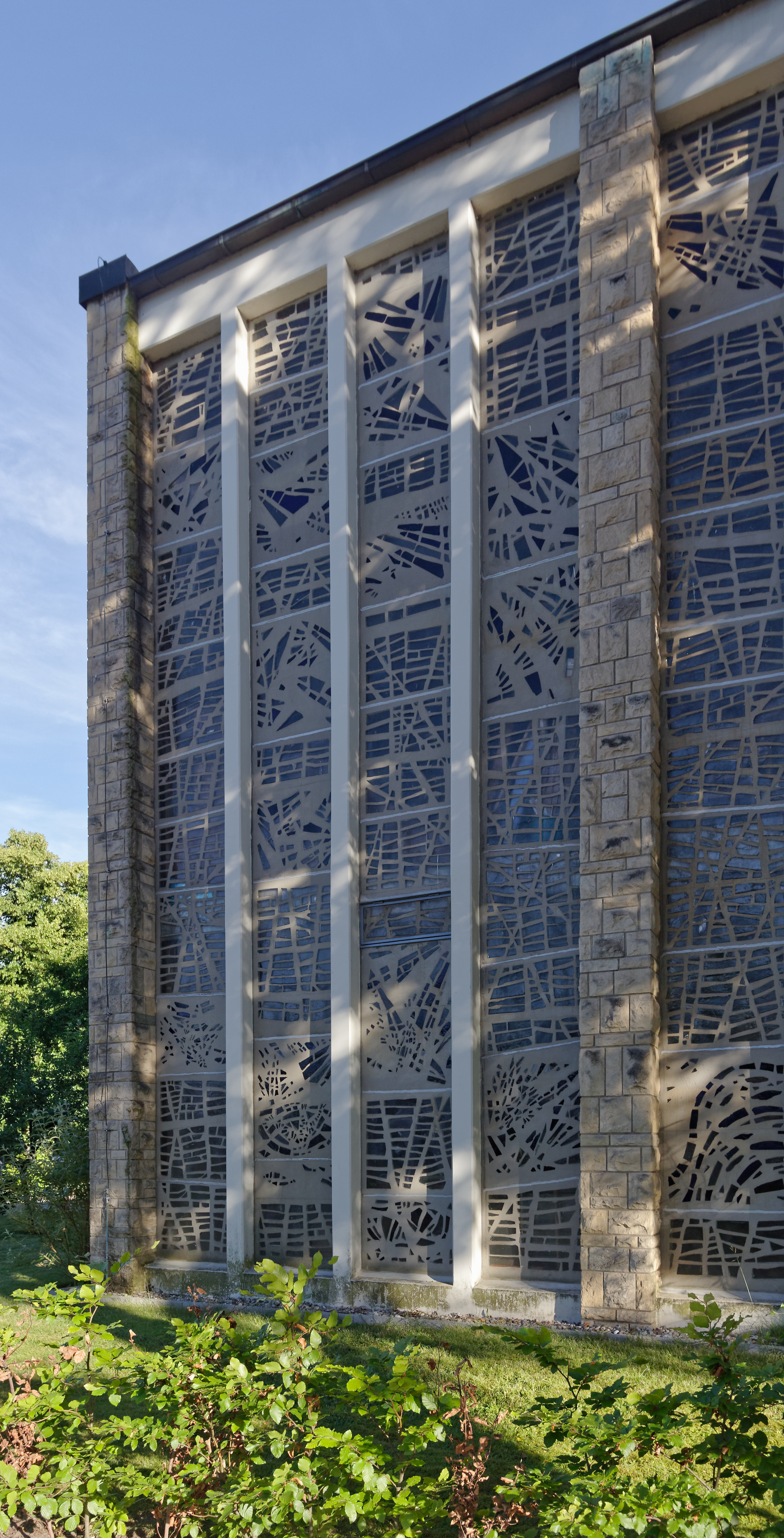
Nordfenster